# عنكبوت الحرير الذهبي
عنكبوت الحرير الذهبي (الإسم العلمي: Trichonephila clavipes)(كان يعرف سابقًا باسم Nephila clavipes) هو نوع من أنواع العناكب التي تنتمي لجنس Trichonephila، موطنه الأصلي هو في قارتي أمريكا الشمالية والجنوبية. في الولايات المتحدة، يُعرف هذا العنكبوت باسم «عنكبوت الموز» و «حائك الحرير الذهبي».

## سمات جسدية
حجم عناكب الحرير الذهبي (الإسم العلمي: Trichonephila clavipes) هو كبير وأرجلها طويلة وتحوي كتل من الشعر وهي صفة نموذجية للجنس. هذه العناكب كبيرة حجما مقارنة بمعظم العناكب الأخرى التي تنتمي لهذا الجنس من العناكب، يتميز هذا النواع بألوان بطن الأنثى الزاهية، والتي يتغير لونها مع نضوج العنكبوت.
كما هو معتاد بين أنواع العناكب الحائكة والنساجة، تكون مثنوية الشكل الجنسية في المظهر العام ملحوظة وواضحة، ولكن بشكل خاص الصفة الأبرز تكون في الحجم؛ عندما يتم أخذ القياسات لهذا النوع من العناكب، يبلغ حجم الذكور بشكل عام حوالي ما بين ربع إلى ثلث حجم الإناث، وتكون بنية الذكور أيضًا أكثر نحافة. هذا يعني أن كتلة الذكور البدنية الكلية تكون حوالي ما بين 1/30 إلى 1/70 من الكتلة البدنية الكلية للإناث، التي تعتبر أكبر حجما بالمقارنة.

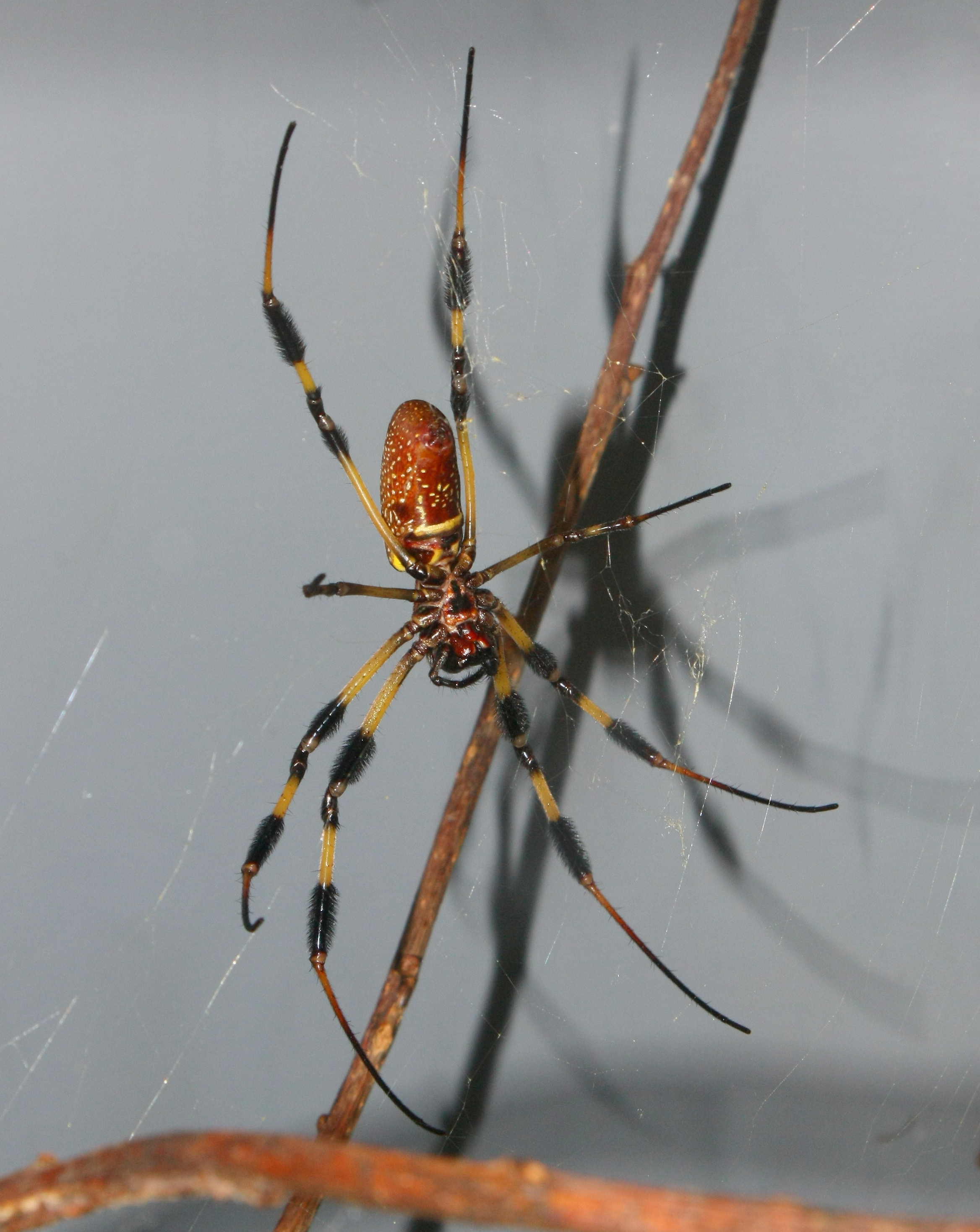
صورة لأنثى مصورة من جانب البطن

## علم أصول الكلمات
يُشتق الاسم المحدد clavipes من الكلمة اللاتينية: clava ، والتي قد تعني عدة معاني، «العكاز ذو العقدة» أو «مضرب» أو «مفتاح»؛ أو pēs التي تعني «أي أمر يتعلق بالقدم». عند تحديد الاسم المحدد لهذا النوع من العناكب، أستعمل لينيوس، على ما يبدو، مصطلح الذي يشير إلى كتل الشعر الموجودة على الساقين.

## التوزيع والتنقل
تتواجد عناكب الحرير الذهبي (الاسم العلمي: T. clavipes) بشكل شائع في جزر الأنتيل وأمريكا الوسطى، من المكسيك في الشمال وعبر بنما في الجنوب. يتواجد هذا النوع بوتيرة أقل في أقصى الجنوب، مثلا د، في الأرجنتين، وفي الشمال يتواجد في أجزاء من الولايات الجنوبية للولايات المتحدة الأمريكية. موسميًا، قد يتراوح تواجد هذه العناكب على نطاق أوسع؛ في الصيف، يمكن العثور عليها في أقصى الشمال، وصولا حتى شرق كندا. ما بعد خط العرض 40 درجة شمالا، نادرا ما تنجوا هذه العناكب من فصل الشتاء.
نظرًا لأن بني البشر ينقلون العناكب عن غير قصد بشكل عام، مثلا، في حاويات البضائع ومخزون مشاتل النباتات وما شابه، يمكن لعناكب الحرير الذهبي (الاسم العلمي: T. clavipes) بشكل عام أن تتواجد وأن تنتشر بصورة غير متساوية التوزيع للغاية عبر مناطق واسعة؛ في كثير من الأحيان، توجد بقع ذات كثافة محلية عالية من مجموعات العناكب هذه التي تكون بعيدة عن أي مجموعة سكانية أخرى. يزداد النقل البشري العرضي والغير مقصود لأنواع العناكب هذه بشكل ملحوظ في أواخر شهر أغسطس وحتى إلى أوائل شهر سبتمبر، وهي الفترة التي يكون موسم التكاثر لهذه العناكب في أوجه.
قد يصل قطر الشبكة الرئيسية التي تبنيها الأنثى الناضجة إلى حوالي متر واحد، دون احتساب الخيوط الرئيسية التي تثبت نسيج الشبكة بين الأشجار؛ قد يصل طول خيوط التثبيت هذه لحوالي ما بين 2-3 متر. تضفي صبغة صفراء، التي تتواجد في الحرير، وهجًا ذهبيًا غنيًا على الخيوط عند حلول الإضاءة المناسبة. يأتي الذكور إلى شبكة الأنثى من أجل الجماع والتزاوج معها، بينما تكون هي تتغذى وغير قادرة على مهاجمتهم. بعد التزاوج، تقوم الأنثى بنسج كيس بيض على الشجرة، وتضع مئات البيوض في كل كيس كهذا.

## أهميته للإنسان
هذا النوع من العناكب ليس عدوانيًا ولا يلدغ إلا إذا تم التعامل معه بقسوة؛ السم الذي ينتجه هذا العنكبوت غير ضار نسبيًا ونادرًا ما يسبب مضاعفات أكثر من إحمرار طفيف وخفيف وألم موضعي مؤقت.
يمتلك الخيط الواحد من الخيوط الحريرية التي تنسج لتثبيت الشبكة الرئيسية مقاومة شد قيمتها 4 × 10 9 نيوتن / م 2 ، والتي تتجاوز مقاومة الفولاذ بعامل قدره ثمانية (القوة القصوى للفولاذ-الصلب قدرها هو 500 × 10 6 نيوتن / م 2).
مؤخرًا، تمت دراسات بحثية على حرير عناكب الحرير الذهبي (الاسم العلمي: T. clavipes) لتقييم فائدته في تحسين تجديد الخلايا العصبية للثدييات جراحيًا. أظهرت التجارب التي تمت في المختبر أن خيطًا من الحرير من هذا النوع يمكن أن يقود خلية عصبية مقطوعة عبر الجسم إلى الموقع التي إنقطعت وإنشقت منه. الحرير لا يثير أي رد فعل من جهاز المناعة، وبالتالي لا يرفضه الجسم المضيف.
أظهرت الأبحاث في جامعة ولاية أيوا أن حرير عناكب الحرير الذهبي (الاسم العلمي: T. clavipes) ، وتحديدًا خطوط السحب، (خيط السحب: هو خيط قوي وصلب تنتجه العناكب لتنزل من علو ما ولترفع نفسها مجددا إلى نفس المكان، وهي نفسها الخيوط التي تنتجها العناكب لتكوين الأطار الخارجي لنسيج الشبكة)، لديها موصلية حرارية عالية بشكل استثنائي، تتجاوز تلك الموجودة في معظم المعادن.

## روابط خارجية
- زوج التزاوج
- صور من T. clavipes (مجانية للاستخدام غير التجاري)
- تفضل الجاذبية الذكور الأصغر : مراجعة مقالة علمية حول سبب كون الذكور أصغر بكثير من الإناث